# Mon cœur fait boom boom
Singles de Pinocchio
Petit Papa Noël
(2005) DJ Pinocchio
(2007)
Clip vidéo
[vidéo] « Mon cœur fait boom boom (audio) », sur YouTube
Mon coeur fait boom boom est une chanson de la chanteuse virtuelle française Marilou extraite du premier album de son ami Pinocchio, Mon Alboum !,.
Sortie en single, en France cette chanson débute à la 33e place, ce qui reste sa meilleure position.

## Liste des titres
| 1. | Mon cœur fait boom boom                 | 2:55 |
| 2. | Mon cœur fait boom boom (Club Remix)    | 4:11 |
| 3. | Mon cœur fait boom boom (Instrumentale) | 2:55 |

## Classements
| Classement (2006)               | Meilleure position |
| ------------------------------- | ------------------ |
| Belgique (Wallonie Ultratip 50) | 5                  |
| France (SNEP)                   | 33                 |